# NXIVM
NXIVM（/ˈnɛksiəm/ NEKS-ee-əm）是一間於1998年創立於美國紐約州的自我提升諮商公司，透過公司的「執行成功計劃」（Executive Success Programs）提供個人和專業發展講座，現已停業。NXIVM在其鼎盛時期，成員多達700人。由於創始人基思·拉尼埃（Keith Raniere）的一些獨特實踐活動，該組織的前成員指控它是邪教組織。
NXIVM的子公司的招聘多基於多層次傳銷模式，並使用基於拉尼埃稱為「理性探究」（Rational Inquiry）的教義的「技術」（Tech）課程。課程吸引了各種知名學生，其中包括演員、富家子弟和權貴子弟。然而，執法人員指出，NXIVM所提供的有關人類潛力的研討會，僅是犯罪活動的幌子。其中一個下轄組織"Dominus Obsequious Sororium"（拉丁文：征服女性奴隸）內的女性會被打上烙印並被迫當作性奴隸。
NXIVM的基地位於紐約州州府區，并在加拿大、美國和墨西哥都有服務中心。

## 停止活動
2018年初，NXIVM創辦人基思·拉尼埃和同伴艾莉森·麥克因涉及包括性販賣而被逮捕並起訴。5月，公司業務已經暫停。
審判定於2019年4月29日開始。3月，NXIVM聯合創辦人南希·赛奥兹曼（Nancy Salzman）承認犯有敲詐勒索罪。4月8日，電視劇《超人前傳》的女演員艾莉森·麥克對敲詐勒索罪名認罪。創辦人拉尼埃於2019年6月19日被定罪。
2020年10月27日，美国纽约法院判處拉尼埃120年监禁。

## 外部連結
- Keith Raniere official website
- Three critical articles pertaining to the NXIVM v. Ross Institute lawsuit（页面存档备份，存于）
- Times Union Special Report on NXIVM（页面存档备份，存于）
- Frank Report（页面存档备份，存于）
- Meier, Barry. . The New York Times. 2017-10-18  [2019-04-11]. （原始内容存档于2019-04-11）. - 简体字（页面存档备份，存于）/繁體字（页面存档备份，存于） - 英文版: "Inside a Secretive Group Where Women Are Branded（页面存档备份，存于）"